# Sonatform
Den här artikeln behandlar formtypen "sonatform" för en enskild sats. För de hela (vanligen flersatsiga) verk som också sägs vara i sonatform, se sonat.
Sonatform är en form för ett klassiskt musikstycke eller, oftare, för en eller ett par av satserna i ett flersatsigt verk av typen sonat och symfoni. I ett sådant verk har satsen i sonatform vanligen karaktär av kärna och motivisk och känslomässig drivkraft. 

## Byggnad
Standardplanritningen är som följer: exposition, genomföring, återtagning eller repetition samt eventuellt en coda (italienska för 'svans'). 
I expositionen presenteras huvudtemat (i grundtonarten), ett sidotema (vanligen i dominanttonarten eller, om huvudtemat är i moll, också i parallelltonarten), och ofta även ett andra sidotema. Ett eller flera av temana kan också, särskilt framemot högromantiken, byggas ut till temagrupper, särskilt det andra sidotemat, som då kallas slutgrupp eller epilog. Mellan temana eller grupperna finns ofta överledningar.
Under genomföringen vrids och vänds på temana, på något av dem eller på motiv ur dem, ofta genom tematiskt arbete och transpositioner i sekvenser. 
Återtagningen brukar vara en repris på expositionen, men med alla teman i grundtonarten (eller, om huvudtemat är i moll, också i parallelltonarten). Efter återtagningen följer oftast en 
coda, som antingen bara avrundar kompositionen eller också låter temamaterialet bli föremål för ytterligare bearbetning, ibland även med införande av nytt temamaterial (det sistnämnda är särskilt vanligt hos Beethoven).
Ibland finns det också en särskild inledning, som då ofta är långsammare än själva satsen. Den anses historiskt sett vara en relikt från den barocka kyrkosonatans inledande långsamma sats.

### Översiktsschema
- Exposition
  - Huvudtema
  - Sidotema
  - Sluttema eller slutgrupp

- Genomföring
  - Bearbetning av motiviskt material ur expositionen
  - Övergång

- Återtagning eller Repetition
  - Huvudtema
  - Sidotema
  - Sluttema eller slutgrupp

- Coda